# Andrés Ortiz de Ocampo
Andrés Nicolás Ortiz de Ocampo fue Gobernador de la Provincia del Paraguay en 1717. Gobernó brevemente entre el gobierno de Sebastián Fernández Montiel, designado por el gobernador Bazán de Pedraza como interino a causa de su grave enfermedad y la llegada de Diego de los Reyes Balmaceda que había comprado el cargo varios años antes. En ese momento era teniente general del ejército español.
Nacido en Sevilla en 1684 y fallecido en La Rioja argentina en 1750. Su esposa fue Mariana Bazán de Pedraza, hija de su predecesor en la gobernación de Paraguay. Ortiz de Ocampo, en su calidad de albacea de los cuantiosos bienes de su suegro, el fallecido gobernador Bazán de Pedraza, en un acuerdo por intereses con Reyes Balmaceda resolvieron embargar dichos bienes bajo el pretexto de “dar fianza para el juicio de residencia” y así dejar sin efecto algunas disposiciones del testamento dejado por el difunto. 
Luego, para demorar el trámite, el gobernador suspendió el juicio de residencia hasta dar aviso a la Audiencia de Charcas y repartió la custodia de los bienes entre tres amigos para que se beneficiaran de su uso durante la demora. Ortiz de Ocampo fue removido como albacea de su suegro y, despojado de sus bienes, recurrió al regidor Avalos quien lo asesoró a que hiciera público el acuerdo con el gobernador. Al hacerlo, Reyes Balmaceda apresó a Ortiz de Ocampo y le obligó a que confesara quien lo había asesorado por lo que Avalos quedó en evidencia. Fue una de las tantas causas que motivaron el juicio contra el gobernador Reyes Balmaceda.
Ortiz de Ocampo y Mariana Bazán tuvieron 6 hijos.